# Шяуляйские говоры

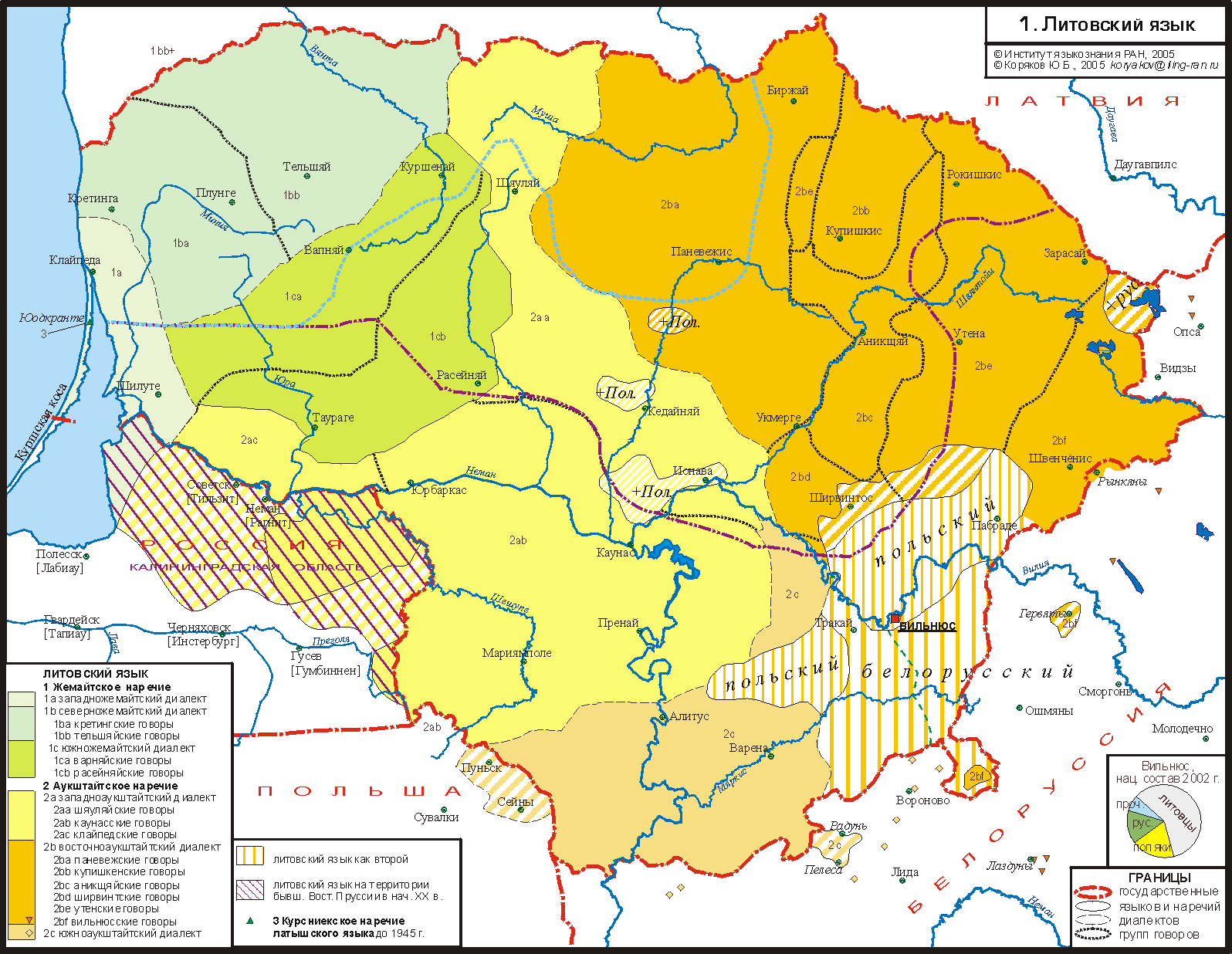
Ареал шяуляйских говоров на карте распространения литовского языка (по данным классификации 1964 года)

Шяуля́йские го́воры (также северные западноаукштайтские говоры; лит. šiauliškiai, латыш. šauļu izloksne) — говоры аукштайтского (верхнелитовского) наречия, распространённые в центральной и отчасти северной части территории Литовской республики. Входят вместе с каунасскими говорами в состав западноаукштайтского диалекта, одного из трёх аукштайтских диалектов наряду с восточноаукштайтским и южноаукштайтским.
В XVI—XVII веках в области с центром в Кедайняй на территории Великого княжества Литовского в ареале современных шяуляйских говоров на западноаукштайтской основе развивалась одна из форм старого письменного литовского языка, так называемая средняя форма. На ней писали М. Даукша и М. Петкявичюс.
В основе данного варианта письменного языка лежал жемайтский язык, или жемайтский интердиалект, сложившийся в дописьменную эпоху в центре Жемайтского княжества, на территории средней низменности современной Литвы (к западу от реки Нявежис).

## Область распространения
Ареал шяуляйских говоров размещается в западных и юго-западных районах историко-этнографической области Аукштайтия.
Согласно современному административно-территориальному делению Литвы, ареал шяуляйских говоров занимает северо-восточную часть территории Каунасского уезда и северную и центральную части территории Шяуляйского уезда. В области распространения шяуляйских говоров расположены такие города, как Шяуляй, Кедайняй, Йонава.
Ареал шяуляйских говоров на севере граничит с областью распространения латышского языка, на северо-востоке и востоке — с областью распространения паневежских говоров восточноаукштайтского диалекта, на юго-востоке — с областью распространения ширвинтских говоров восточноаукштайтского диалекта. С юга и юго-запада к ареалу шяуляйских говоров примыкает ареал южноаукштайтского (дзукийского) диалекта, с запада — ареал расейняйских говоров южножемайтского диалекта, с северо-запада — ареал варняйских говоров южножемайтского диалекта и ареал тельшяйских говоров северножемайтского диалекта.
В дописьменную эпоху область распространения шяуляйских говоров занимала более обширные территории. В шяуляйский диалектный ареал входили районы, которые в настоящее время населены восточными аукштайтами-паневежцами (так называемыми пантининками и понтининками).

## Диалектные особенности
Шяуляйские говоры в пределах западноаукштайтского ареала отличаются более инновационным характером: в них произошло передвижение ударения и нейтрализация количества гласного в безударных слогах.